# 체노 콜로
체노 콜로(이탈리아어: Zeno Colò, 1920년 6월 30일~)는 이탈리아의 알파인 스키 선수, 지도자이다. 1950년대 초 세계 최고의 알파인 스키 선수로 1952년 동계 올림픽에서 활강 금메달을 획득했다.

## 같이 보기
- 올림픽 이탈리아 선수단
- 올림픽 알파인스키 메달리스트 목록